# عبدالکریم باعدی
عبدالکریم باعدی (انگلیسی: Abdelkrim Baadi؛ زادهٔ ۱۴ آوریل ۱۹۹۶) بازیکن فوتبال اهل مراکش است.
از باشگاه‌هایی که در آن بازی کرده‌است می‌توان به باشگاه فوتبال حسینیه اکادیر اشاره کرد.
وی همچنین در تیم ملی فوتبال مراکش بازی کرده‌است.